# Jean-Jacques Dessalines
Jean-Jacques Dessalines (Grande-Rivière-du-Nord, 20 settembre 1758 – Port-au-Prince, 17 ottobre 1806) è stato un militare e politico haitiano, che amministrò Haiti dal 1º gennaio al 22 settembre 1804 come governatore generale e, dall'8 ottobre 1804 al 17 ottobre 1806, in qualità di imperatore con il nome di Giacomo I. Era soprannominato il "Napoleone nero".

## Biografia

### La ribellione contro la schiavitù
Nato il 20 settembre 1758 in una piantagione di canna da zucchero, nella regione del Grande-Rivière-du-Nord (colonia francese di Santo Domingo), da schiavi neri deportati dall'Africa, Jean-Jacques Dessalines lavorò dapprima come assoggettato di un francese di nome Henry Duclos, da cui inizialmente prese il cognome, per poi cambiarlo in Dessalines dopo la proclamazione dell'indipendenza. Dopo essere stato venduto ad un soggiogato prosciolto, sotto cui viveva in migliori condizioni, nel 1789 decise di fuggire e si diede alla macchia, divenendo uno schiavo fuggiasco (chiamati cimarroni o maroons). Si unì successivamente alla ribellione degli schiavi neri, incitata dall'oungan Dutty Boukman, che il 14 agosto 1791, nel Bois Caïman, nel corso di una cerimonia segreta bevve il sangue di un maiale nero, dando inizio alla ribellione nera.
Dopo i sommari massacri di alcune centinaia di schiavi attuati verso i loro padroni bianchi e le immediate esecuzioni sommarie, i ribelli trovarono una guida salda nel condottiero Toussaint Louverture, un ex-schiavo affrancato che si pose a capo delle truppe ribelli contro il corpo di guarnigione francese presente sull'isola, contando sull'appoggio delle truppe spagnole presenti nella metà orientale di Santo Domingo, che era colonia di Madrid. Fu proprio qui che Dessalines si recò, incontrando il grande leader nero e mettendosi ai suoi ordini, venendo promosso prima tenente e poi capo di Stato maggiore di Louverture.
In guerra si dimostrò un ottimo soldato e si comportò con coraggio, facendosi notare però anche per l'eccessiva ferocia con cui trattava i prigionieri che gli capitavano sotto mano, che faceva decapitare o impiccare sul posto. Lo stesso Toussaint disapprovava questi atteggiamenti. Dopo che nel 1794 la Francia rivoluzionaria abolì la schiavitù nelle colonie, Toussaint Louverture tornò dalla parte dei francesi, combattendo per loro contro gli spagnoli e poi contro gli inglesi, che avevano occupato una fascia costiera dell'isola.
Tutti questi successi portarono al lento cammino di Santo Domingo verso l'indipendenza, tanto che nel luglio del 1801 il condottiero nero proclamò la libertà per tutti gli abitanti di Santo Domingo.

### La reazione francese e l'indipendenza di Haiti

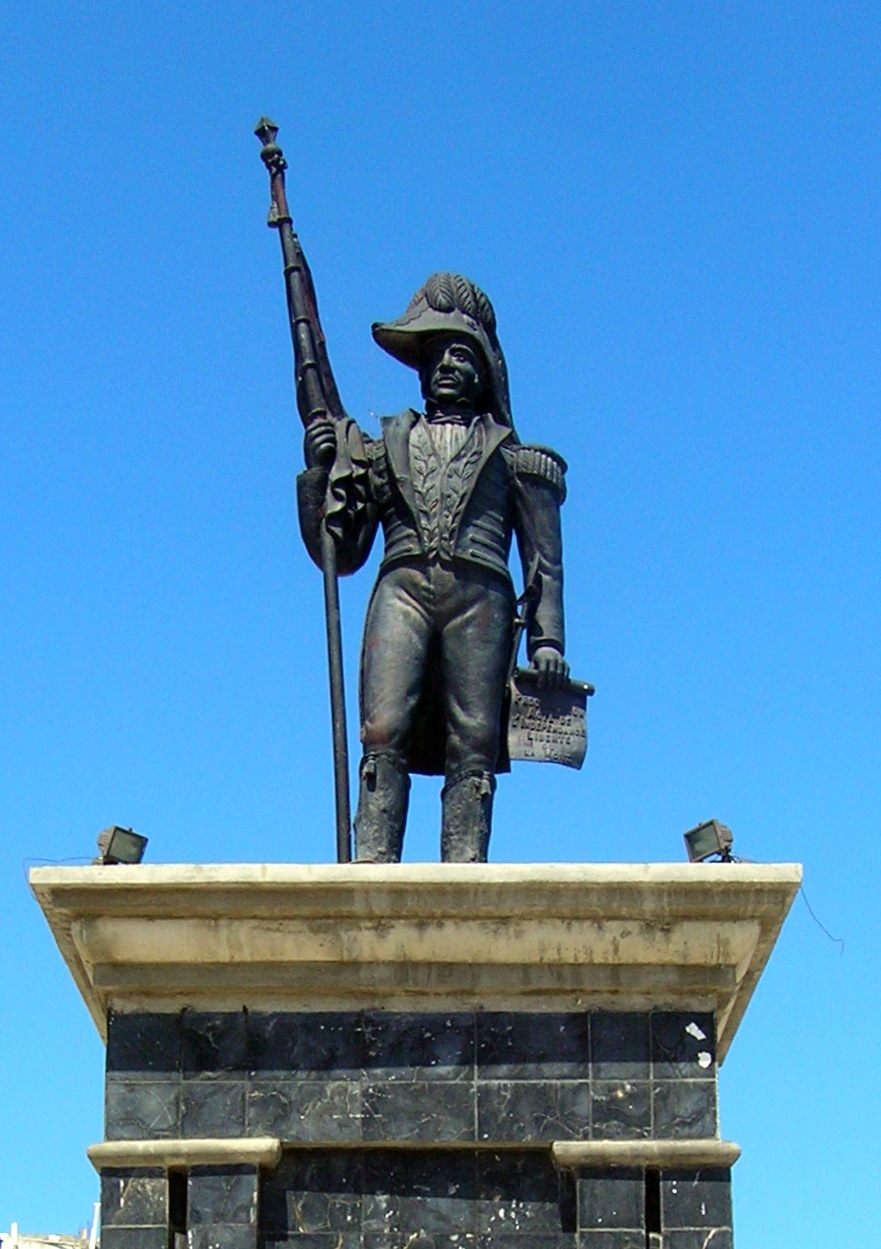
Statua di Dessalines a Cap-Haïtien

Quando però nel 1802 Napoleone, divenuto primo console di Francia, inviò nei Caraibi un esercito di 60.000 uomini al comando del cognato Leclerc (marito di sua sorella Paolina Bonaparte) per ristabilirvi l'autorità di Parigi, si riaccese la guerra. Le truppe di Toussaint riuscirono a resistere per tre mesi con azioni di guerriglia, ma alla fine il generale nero dovette arrendersi il 6 maggio 1802 e giurare fedeltà alla Francia; Leclerc però non mantenne la parola e lo fece arrestare e deportare in Francia, dove morì in prigionia un anno dopo.
Fu allora lo stesso Dessalines a prendere le redini della rivoluzione, aiutato anche dal sadismo e dalla ferocia del generale francese, che attuò una politica di sterminio e deportazione verso la popolazione, oltre che dalle malattie tropicali, che decimarono l'esercito invasore, incluso il proprio comandante. Il nuovo generale Marie-Joseph Donatien de Vimeur de Rochambeau attuò una repressione simile a quella del suo predecessore, ma anche la controparte nera agì per ordine di Dessalines, il quale fece giustiziare tra i 5000 e i 10 000 soldati francesi oltre che gran parte della popolazione bianca haitiana in quello che è conosciuto come il Massacro di Haiti del 1804. Durante tale massacro, si verificarono anche torture e stupri ai danni della popolazione bianca haitiana e le cause del massacro sono state parzialmente spiegate nel contesto del razzismo contro i bianchi. Il generale riuscì anche ad allearsi con l'Inghilterra, che sottopose l'isola a un blocco navale che costrinse i francesi a capitolare il 30 novembre 1803, reimbarcandosi per la Francia. Infine, il 1º gennaio 1804, Dessalines proclamò a Gonaïves l'indipendenza dell'isola, ribattezzata Haiti in omaggio alla prima denominazione fatta dai primi abitanti indigeni, Ayti.
Fu così che si formò la prima repubblica nera della storia e il secondo stato indipendente in America dopo gli Stati Uniti d'America. Lo stesso Dessalines venne proclamato governatore a vita di Haiti, ma da subito dovette affrontare enormi problemi, sia esterni che interni: la rivalità fra neri e mulatti, l'analfabetismo dilagante, il mancato riconoscimento delle altre potenze europee e degli Stati Uniti, la sconfessione della Chiesa cattolica ad Haiti, che vide l'espulsione di quasi tutti i sacerdoti dell'isola e la nomina da parte del nuovo governo di un "arcivescovo di Haiti" (non riconosciuto come tale da Roma) con il disconoscimento dell'autorità dell'arcidiocesi di Santo Domingo per cui la Santa Sede non poté quindi inviare altri sacerdoti (per la stipula di un concordato bisognò aspettare fino al 1860). Quindi, dopo aver ordinato nei primi mesi successivi all'indipendenza la strage della quasi totalità dei piantatori bianchi francesi, il 22 settembre 1804 si autoproclamò imperatore di Haiti con il nome di Giacomo I, venendo solennemente incoronato a Cap-Haïtien l'8 ottobre dello stesso anno, insieme alla moglie Marie-Claire Heureuse Félicité (deceduta nel 1858), sposata il 2 aprile 1800.

### Il breve regno e la morte

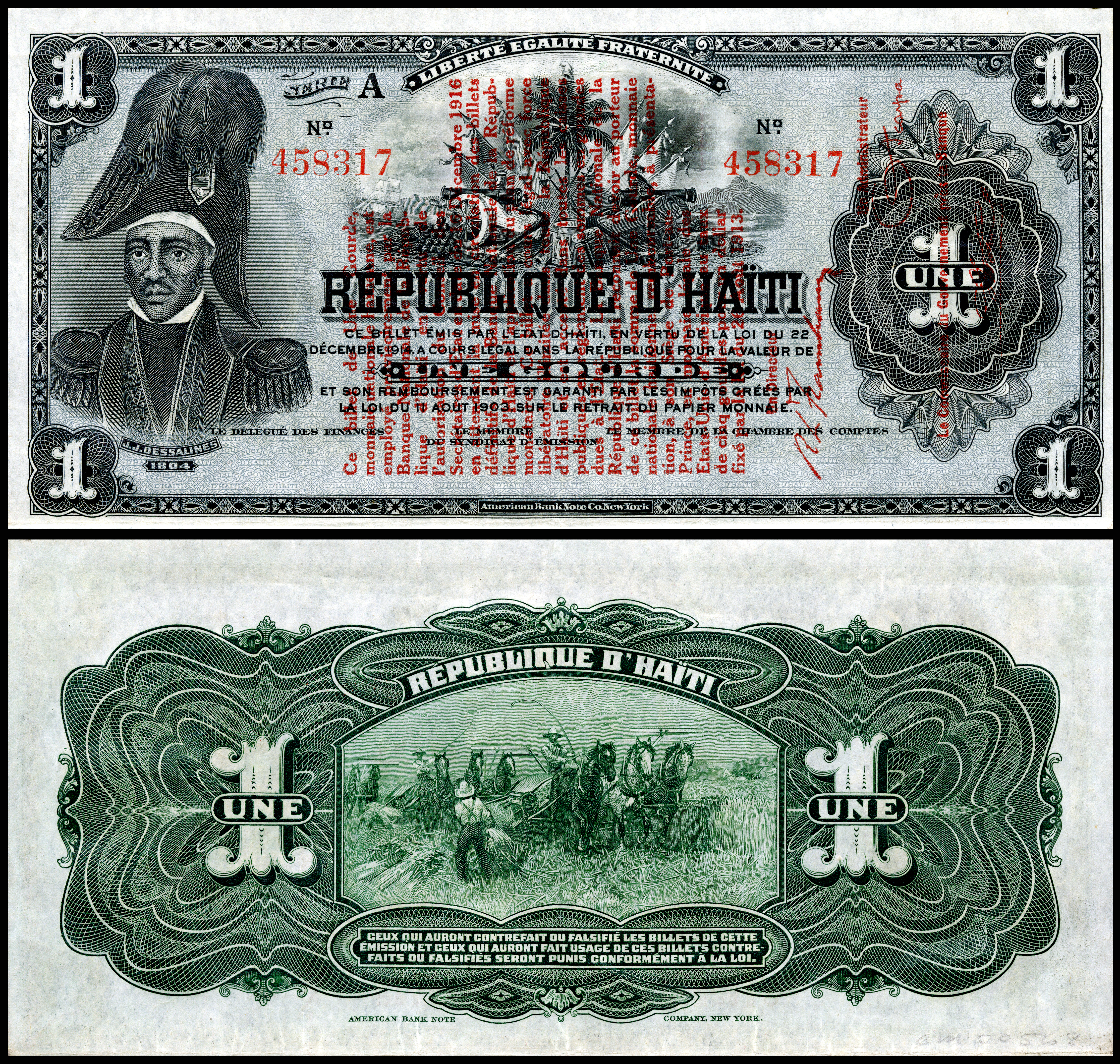
Dessalines raffigurato sulla banconota da 1 gourde del 1916

Il nuovo imperatore Giacomo I si rivelò un regnante pragmatico: poiché le potenze coloniali avevano sottoposto Haiti ad un embargo commerciale che impediva le esportazioni di zucchero e caffè, principali risorse dell'economia isolana, l'imperatore ordinò che ogni haitiano fosse mobilitato come soldato per prevenire invasioni straniere o come bracciante nell'agricoltura per impedire il tracollo economico del neonato Stato. Questo generò molto malcontento tra la popolazione, che credeva di essere ritornata in schiavitù, e anche molti membri del suo entourage politico e militare, tra cui alcuni eroi della guerra d'indipendenza, come Henri Christophe e Alexandre Sabes Pétion, tramarono contro di lui per deporlo. Ci riuscirono il 17 ottobre 1806, quando ci fu un sollevamento militare nella capitale Port-au-Prince, dove Dessalines fu ucciso dai suoi stessi soldati, a 48 anni. Fu poi sepolto nel mausoleo de Pétion et de Dessalines. Dopo di lui Haiti si divise in due parti: a nord uno stato, poi divenuto regno, con a capo Henri Christophe, a sud una repubblica con Alexandre Sabes Pétion presidente.

## Curiosità
A Jean-Jacques Dessalines si deve la prima versione della bandiera haitiana, ideata il 18 maggio 1803 e ricalcata sul tricolore francese.
L'inno nazionale di Haiti, La Dessalinienne, scritto e musicato nel 1904, è stato così chiamato in suo onore.